# Avram Mrazović

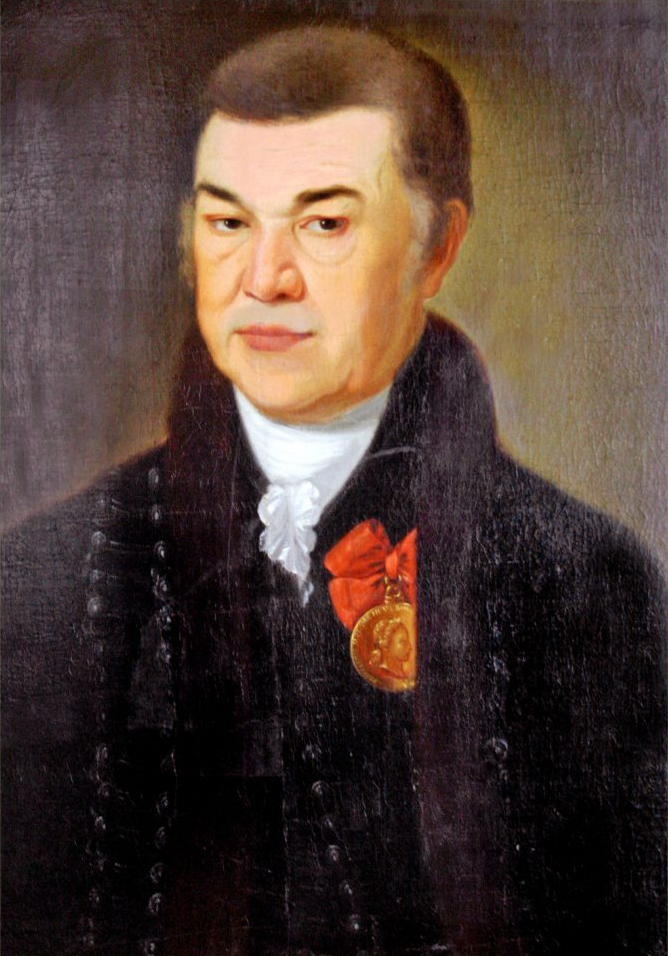
Avram Mrazović

Avram Mrazović (* 12. März 1756 in Sombor, Vojvodina; † 8. Februar 1826 ebenda) war ein serbischer Wissenschaftler, Schriftsteller und Schulinspektor.

## Leben und Wirken
Avram Mrazović wurde als Kind einer angesehenen Familie geboren. Nach Beendigung der serbischen Volksschule und der Lateinschule in seinem Heimatort studierte er in Segedin Literatur, Poesie und Rhetorik, in Wien Philosophie und Pädagogik. Im November 1777 wurde er zum Schulinspektor der serbisch-orthodoxen Schulen in der Batscher und Ofner Eparchie ernannt. Ein halbes Jahr später, im Frühjahr 1778, besuchte er die serbischen Schulen im Batschgau und in der Baranya. Dabei bemühte er sich mit Erfolg um die finanzielle und berufliche Förderung des serbischen Lehrerstandes.
Um in seinem Wirkungsbereich genügend Lehrer zu haben, gründete Mrazović am 1. Mai 1778 in Sombor die erste serbische Lehrerbildungsanstalt, die so genannte „Norma“. 
Mrazović war auch als Wissenschaftler und Schriftsteller tätig. So verfasste er eine slawische Grammatik, die viele Jahrzehnte hindurch in den Schulen wertvolle Dienste leistete, ein Rechenbuch für die Volksschulen sowie pädagogisch-psychologische Studien zur Erziehung der weiblichen Jugend. Zudem übersetzte er aus dem Lateinischen ins Serbische Gedichte von Ovid und Sprichwörter von Ponta. Kurz vor seinem Tode erschien seine „Rhetorik“.